# Desvenlafaxina
Desvenlafaxina (O-desmetilvenlafaxina, ODV; nomes comerciais: Pristiq, Ellefore, entre outros) é um medicamento utilizado no tratamento da depressão. Sua eficácia em relação ao composto racêmico original (venlafaxina) é apontada como potencialmente menor em alguns estudos, enquanto outros ensaios estabelecem uma eficácia comparável entre as drogas. É um antidepressivo da classe dos inibidores da recaptação de serotonina e noradrenalina (ISRSN) e é tomado por via oral.
Os efeitos colaterais mais comuns são náusea, insônia, sudorese, constipação, sonolência, ansiedade e disfunções sexuais. Efeitos colaterais graves incluem ideação suicida manifestada geralmente no início do tratamento, síndrome serotoninérgica, hemorragia, mania e hipertensão arterial. A síndrome de abstinência pode ocorrer se a dose for diminuída ou interrompida abruptamente. Neste último caso, há maior ocorrência de efeito rebote que costuma ser acompanhado por efeitos adversos mais severos quando comparado aos que incidem quando há diminuição gradual do fármaco. Não há consenso sobre a segurança do uso de desvenlafaxina durante gravidez ou amamentação.
A desvenlafaxina atua inibindo a recaptação da serotonina e noradrenalina, evitando que estes neurotransmissores sejam levados de volta às células nervosas do cérebro. Ao bloquear sua recaptação, a desvenlafaxina aumenta a quantidade desses neurotransmissores nos espaços entre certas células nervosas, aumentando o nível de comunicação celular. O mecanismo de ação não é totalmente conhecido, mas como esses neurotransmissores estão envolvidos no controle do humor, supõe-se que o bloqueio de sua recaptação nas células nervosas melhore os sintomas da depressão.
A desvenlafaxina foi aprovada para uso nos Estados Unidos pela Food and Drug Administration (FDA) em maio de 2008. No Brasil, foi aprovada pela Anvisa em julho de 2008. Na União Europeia, seu pedido de uso foi negado em 2009. A desvenlafaxina foi sintetizada com o objetivo de reduzir os efeitos colaterais em pessoas que não conseguem metabolizar a venlafaxina para quebrá-la em desvenlafaxina.

## Mecanismo de ação
Tanto a venlafaxina como a desvenlafaxina inibem a recaptação neuronal da serotonina pelo seu transportador (SERT). Essas substâncias também inibem o transportador de norepinefrina (NET), mas de acordo com estudos in vitro a afinidade de ambos os fármacos é significativamente maior para o SERT em comparação com o NET, sendo esta proporção de 30:1 para a venlafaxina e 14:1 para a desvenlafaxina. Esta menor afinidade serotonérgica da desvenlafaxina, em comparação com a venlafaxina, tem sido associada ao seu menor perfil de efeitos colaterais.[carece de fontes?]
Em pacientes de metabolismo normal, aproximadamente 70% da dose ingerida de venlafaxina é metabolizada em desvenlafaxina.
Embora esta hipótese não possa ser testada completamente até que um radioligante [en] seja desenvolvido, de modo que os estudos clínicos in vivo possam ser executados. Um exemplo não relacionado deste tipo de estudos são os estudos de PET que medem a ocupação do receptor D2 de dopamina e correlacionam com a atividade antipsicótica.[carece de fontes?]
Já no caso da desvenlafaxina, a 50 mg / dia o fármaco inibe tanto a recaptação de serotonina como a recaptação de norepinefrina. A afinidade não parece alterar-se quando a dose é aumentada para 100 mg / dia.
Uma revisão de ensaios clínicos concluiu que, embora a segurança e eficácia até 400 mg/dia tenha sido estabelecida, não foram demonstrados benefícios adicionais a doses diárias superiores a 50 mg. A ocorrência de efeitos adversos e descontinuação do tratamento, por outro lado, foi maior nas doses mais altas. No entanto, o estudo observa que não foram conduzidos ensaios de doses mais altas em pacientes que não responderam adequadamente à dose de 50mg/dia.
| Alvos biológicos | IC-50 (Nm) | Ki (Nm |
| ---------------- | ---------- | ------ |
| SERT             | 47.3       | 40.2   |
| NET              | 531.3      | 558.4  |